# Lega Democratica del Montenegro
La Lega Democratica del Montenegro (in montenegrino: Demokratski savez u Crnoj Gori/Демократски савез у Црној Гори; in albanese: Lidhja Demokratike në Mal të Zi) è un partito politico montenegrino, di centrodestra, fondato nel 2006.

## Risultati elettorali
| Elezione                                                                   | Voti  | % | Seggi  |
| -------------------------------------------------------------------------- | ----- | - | ------ |
| Parlamentari 2009 a                                                        | 2.898 |   | 1 / 81 |
| Parlamentari 2012 a                                                        | 3.824 |   | 1 / 81 |
| Parlamentari 2016                                                          | 3.394 |   | 0 / 81 |
| a In coalizione con Lista Albanese b In coalizione con Coalizione Albanese |       |   |        |